# 環境心理學
环境心理学（英語：environmental psychology） 是一个跨領域的学科，著重在人與環境之間的交互作用。 環境心理學中對环境的定義广泛，可以涵盖自然环境、 社會環境、建成环境、学习环境與資訊环境。
1960年代後期，科學家開始質疑人類的行為是否與自然環境或建築環境之間有所關聯，環境心理學才開始成為一個被公認的學術領域。環境心理學的學科概念致力於價值觀發展與解決問題，研究目標主要在於解決複雜的環境問題，並追求個人在整體社會中的福祉與生活品質。無論從地方到全球的尺度，在解决人類與環境相互作用下所產生的問題時，人類必須擁有一種基於人性的模型，以針對環境情況來進行反應。这个模型可以帮助人類進行環境的设计、管理、保护和恢复；加強合理的行为與预测可能的结果；当環境條件有所缺乏時，诊断並解決問題。環境心理學致力於發展這種基於人性的模型，同時保留其結合了多種廣泛學科的特點。 並探討了諸如公共財資源管理；尋路系統（Wayfinding）的複雜設定；環境壓力對人類表現的影響；環境重建；人類資訊處理以及促進持續的環境保育行為等不同問題。 近年則更加關注氣候變遷對社會及社會科學的影響、關切再現（re-emergence）與限制成長（limits-to-growth）等問題、並更加的注重环境可持续性領域的问题。
作為一個科際整合領域，除了研究心理學家外，環境心理學也吸引了其他知識領域的學者參與研究，包括地理學、經濟學、景觀設計、政策與都市計畫及規劃、社會學、人類學、教育學和工業與商業設計領域都有針對環境心理學的研究產生。

## 歷史
環境心理學的具體起源尚不太清楚，Willy Hellpach於1935年出版的著作《地理心智（Geopsyche）》提及了環境心理學，這被認為是環境心理學第一次在出版物中提及。地理心智中討論了像是太陽和月亮、極端環境、顏色和形式等環境因素如何影響人類活動的主題。環境心理學的學術根源則基於一些主要學者，包括：庫爾特·勒溫、Jakob von Uexküll、Egon Brunswik，以及更晚期一些的Gerhard Kaminski和Carl Friedrich Graumann。
第二次世界大戰結束後，社會心理學領域的發展必須滿足一些在態度改變、小團體發展和群體衝突方面的更高要求。這樣的需求使心理學家開始將社會心理學理論應用於偏見、戰爭與和平等許多社會問題及棘手問題中。一些人認為，如果能夠找到心理學中潛在的概念與原則，或許就能解決這些問題。直到今天，環境心理學已經應用於許多不同的領域，像是建築、設計、電視節目和廣告。

## 導向

### 問題導向
環境心理學是對環境、環境如何影響人以及人與環境之間關係的直接研究，並具體以識別問題、提出針對已識別問題之解決方案來運作。因此環境心理學必須以問題為導向。
作為一個問題導向領域，能夠識別問題，並透過研究找尋已識別問題的解決方案是至關重要的。解決方案並有助於使整個社會的正常運作，並創造社會內部運作所需的豐富知識。環境心理學家Harold Proshansky指出環境心理學致力於「通過問題識別來改善社會」這中心價值也使環境心理學成為一個「價值導向」的領域。